# 美国宪法第十六修正案

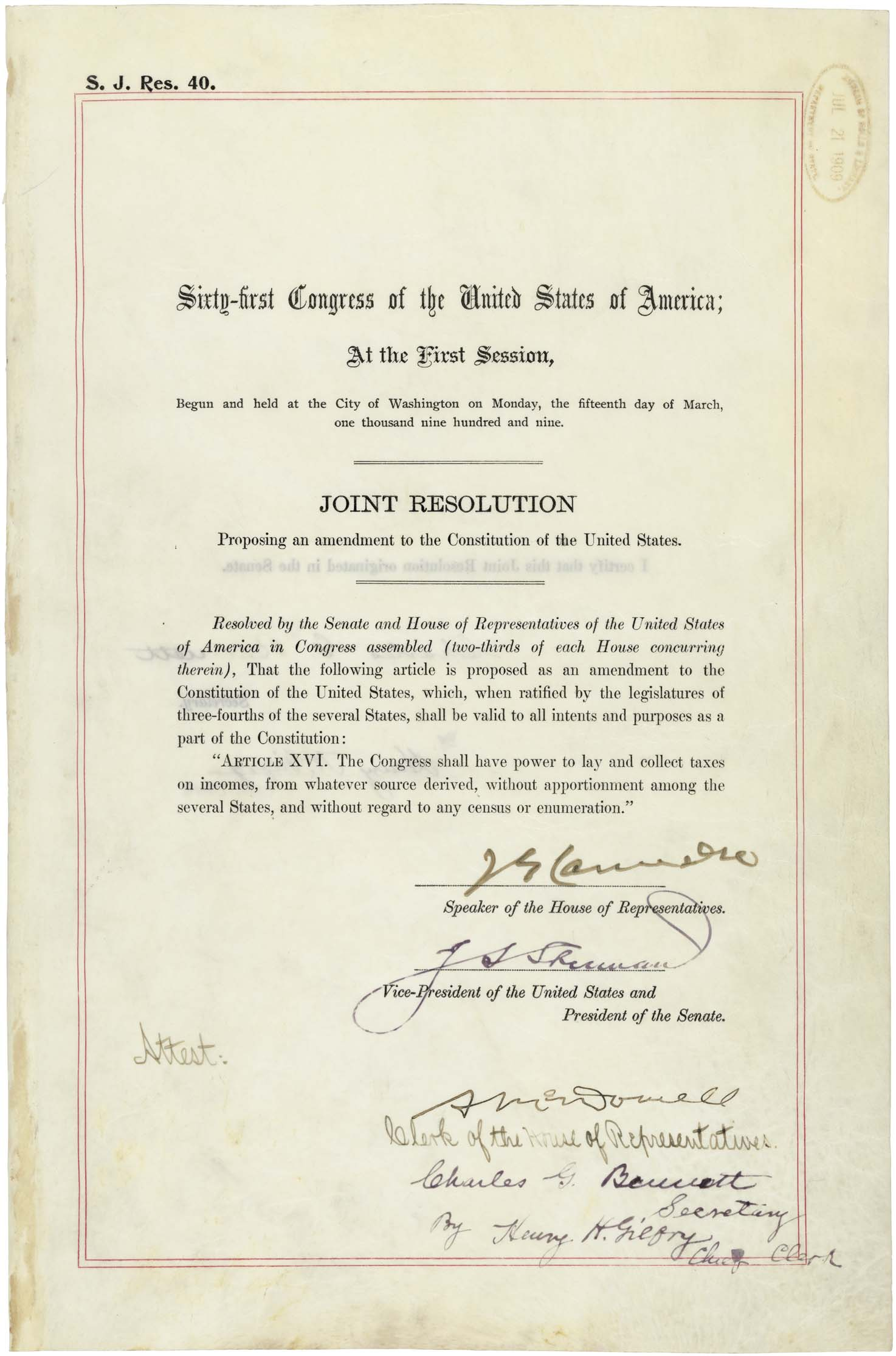
存放在国家档案和记录管理局的第十六修正案文本

《美利堅合眾国宪法》第十六修正案（英語：Sixteenth Amendment to the United States Constitution）簡稱「第十六修正案」（Amendment XVI），允许美国国会在未按各州比例分配或考虑人口普查数据的情况下直接征收所得税。本案起自於1909年國會針對美国最高法院在1895年的波洛克诉农民贷款及信托有限公司案所作出回應。於是1909年7月12日提出第十六修正案。再於1913年2月3日获得了足够数量的州批准數而通过，就此推翻了美國最高法院在1895年的波洛克一案所作出的判决。

## 内容文本
The Congress shall have power to lay and collect taxes on incomes, from whatever source derived, without apportionment among the several States, and without regard to any census or enumeration.
- 译文：国会有权对任何来源的收入规定和征收所得税，无须在各州按比例进行分配，也无须考虑任何人口普查或人口统计[1][2]。

## 其它有关税收的宪法规定
美利坚合众国宪法第一条第二款，第三节：
Representatives and direct taxes shall be apportioned among the several States which may be included within this Union, according to their respective Numbers...
- 译文：众议员名额和直接税税额，在本联邦可包括的各州中，按照各自人口比例进行分配。

第一条第八款第一节：
The Congress shall have Power to lay and collect Taxes, Duties, Imposts and Excises, to pay the Debts and provide for the common Defence and general Welfare of the United States; but all Duties, Imposts and Excises shall be uniform throughout the United States.
- 译文：国会有权规定和征收直接税、进口税、捐税和其他税，以偿付国债、提供合众国共同防务和公共福利，但一切进口税、捐税和其他税应全国统一。

第一条第九款第四节：
No Capitation, or other direct, Tax shall be laid, unless in proportion to the Census or Enumeration herein before directed to be taken.
- 译文：除依本宪法上文规定的人口普查或统计的比例，不得征收人头税或其他直接税。

## 批准
据美国政府打印办公室的资料，各州批准修正案的具体日期如下：
1. 阿拉巴马州：1909年8月10日
2. 肯塔基州：1910年2月8日
3. 南卡罗莱纳州：1910年2月19日
4. 伊利诺伊州：1910年3月1日
5. 密西西比州：1910年3月7日
6. 俄克拉荷马州：1910年3月10日
7. 马里兰州：1910年4月8日
8. 乔治亚州：1910年8月3日
9. 德克萨斯州：1910年8月16日
10. 俄亥俄州：1911年1月19日
11. 爱达荷州：1911年1月20日
12. 俄勒冈州：1911年1月23日
13. 华盛顿州：1911年1月26日
14. 蒙大拿州：1911年1月27日
15. 印第安纳州：1911年1月30日
16. 加利福尼亚州：1911年1月31日
17. 内华达州：1911年1月31日
18. 南达科他州：1911年2月1日
19. 内布拉斯加州：1911年2月9日
20. 北卡罗莱纳州：1911年2月11日
21. 科罗拉多州：1911年2月15日
22. 北达科他州：1911年2月17日
23. 密歇根州：1911年2月23日
24. 艾奥瓦州：1911年2月24日
25. 堪萨斯州：1911年3月2日
26. 密苏里州：1911年3月16日
27. 缅因州：1911年3月31日
28. 田纳西州：1911年4月7日
29. 阿肯色州：1911年4月22日（之前曾否决过修正案）
30. 威斯康星州：1911年5月16日
31. 纽约州：1911年7月12日
32. 亚历桑那州：1912年4月13日
33. 明尼苏达州：1912年6月11日
34. 路易斯安纳州：1912年6月28日
35. 西弗吉尼亚州：1913年1月31日
36. 特拉华州：1913年2月3日

1913年2月3日，特拉华州成为第36个批准的州，达到了宪法第五条规定的四分之三多数（当时美国一共有48个州），修正案开始生效。之后还有以下6个州批准了修正案，使得总计批准的州达到42个：
37. 新墨西哥州：1913年2月3日（时间上比特拉华州晚）
38. 怀俄明州：1913年2月3日
39. 新泽西州：1913年2月4日
40. 佛蒙特州：1913年2月19日
41. 马萨诸塞州：1913年3月4日
42. 新罕布什尔州：1913年3月7日（之前曾于1911年3月2日否决过修正案）
以下4个州否决了修正案且至今未予批准：
- 康涅狄格州
- 罗德岛州
- 犹他州
- 弗吉尼亚州[5]

以下两个州从未考虑过是否要批准或否决修正案：
- 佛罗里达州
- 宾夕法尼亚州

## 推翻波洛克案判决
第十六修正案推翻了联邦最高法院对波洛克诉农民贷款及信托有限公司案所作出的判决，该案中法院以5比4作出的裁决认为宪法并未授权国会征收所得税，应该国会无权予以征收。修正案通过以后，国会就有了对任何来源收入征税的权力，并且不需要根据各州人口占全国总人口的比例来进行分配。